# جوسلين ري
جوسلين ري (بالإنجليزية: Jocelyn Rae)‏ مواليد 20 فبراير 1991 في نوتنغهام، هي لاعبة كرة مضرب بريطانية بدأت مسيرتها كمحترفة سنة 2009.

## الميداليات
| الميدالية | المسابقة                  |
| --------- | ------------------------- |
| ذهبية     | دورة ألعاب الكومنولث 2010 |

## روابط خارجية
- جوسلين ري على موقع رابطة محترفات التنس (الإنجليزية)
- جوسلين ري على موقع الاتحاد الدولي لكرة المضرب (الإنجليزية)
- جوسلين ري على موقع كأس بيلي جين كينغ (الإنجليزية)
- جوسلين ري على موقع خلاصة التنس.كوم (الإنجليزية)
- جوسلين ري على موقع إي إس بي إن.كوم (الإنجليزية)
- جوسلين ري على موقع اتحاد ألعاب الكومنولث (مؤرشف) (الإنجليزية)